# Kalasin FC
Der Kalasin Football Club (thailändisch สโมสรฟุตบอลจังหวัดกาฬสินธุ์) ist ein thailändischer Fußballverein aus Kalasin, der in der Thailand Amateur League spielt.

## Vereinsgeschichte
Der Verein wurde im Jahre 2010 gegründet. Von 2010 bis 2016 spielte der Verein in der dritten Liga, der Regional League Division 2. Hier spielte er in der North/East-Region. Nach der Ligareform 2017 spielte der Club in der Thai League 3 in der Upper-Region. Nachdem man 2018 den 14. Platz belegte, musste man den Weg in die Viertklassigkeit antreten. 2019 tritt man in der Thai League 4 an.

## Stadion
Seine Heimspiele trägt der Verein im Kalasin Town Municipality Stadium (thailändisch สนามเทศบาลเมืองกาฬสินธุ์), das auch  Kalasin Province Stadium (thailändisch สนามกีฬากลางจ.กาฬสินธุ์) genannt wird, in Kalasin aus. Das Mehrzweckstadion hat ein Fassungsvermögen von 5000 Zuschauern. Eigentümer des Stadions ist die Kalasin Town Municipality. 

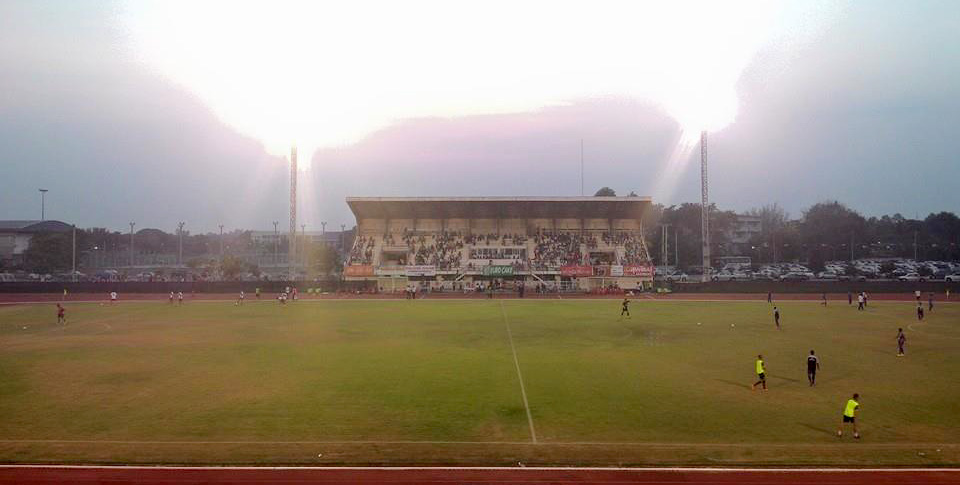
Kalasin Town Municipality Stadium

### Spielstätten seit 2010
| Saison       | Stadion                           | Standort                 | Kapazität | Eigentümer                | Koordinaten                      |
| ------------ | --------------------------------- | ------------------------ | --------- | ------------------------- | -------------------------------- |
| 2010 – heute | Kalasin Town Municipality Stadium | Kalasin, Provinz Kalasin | 5000      | Kalasin Town Municipality | 16° 25′ 1,8″ N, 103° 31′ 11,3″ O |

## Ehemalige Spieler
| - Kaham Seuntcha Mardochee - Mensah Yaw - Conde Mamoudou - Caio |

## Saisonplatzierung

### Liga
| Saison | Liga                                    | Liga  | Liga   | Liga | Liga | Liga | Liga  | Liga   | Liga     |
| Saison | Liga                                    | Level | Spiele | S    | U    | N    | Tore  | Punkte | Position |
| ------ | --------------------------------------- | ----- | ------ | ---- | ---- | ---- | ----- | ------ | -------- |
| 2010   | Regional League Division 2 – North/East | 3     | 30     | 10   | 5    | 15   | 48:69 | 35     | 11.      |
| 2011   | Regional League Division 2 – North/East | 3     | 30     | 10   | 10   | 10   | 46:38 | 40     | 8.       |
| 2012   | Regional League Division 2 – North/East | 3     | 30     | 11   | 8    | 11   | 45:39 | 41     | 10.      |
| 2013   | Regional League Division 2 – North/East | 3     | 30     | 11   | 11   | 8    | 37:33 | 44     | 8.       |
| 2014   | Regional League Division 2 – North/East | 3     | 26     | 9    | 11   | 6    | 31:28 | 38     | 6.       |
| 2015   | Regional League Division 2 – North/East | 3     | 34     | 10   | 9    | 15   | 45:52 | 39     | 12.      |
| 2016   | Regional League Division 2 – North/East | 3     | 26     | 15   | 2    | 9    | 39:30 | 47     | 3.       |
| 2017   | Thai League 3 - Upper                   | 3     | 26     | 10   | 4    | 12   | 34:40 | 34     | 9.       |
| 2018   | Thai League 3 - Upper                   | 3     | 26     | 4    | 9    | 13   | 20:39 | 21     | 14. ▼    |
| 2019   | Thai League 4 - North/East              | 4     | 24     | 4    | 8    | 12   | 26:51 | 20     | 13. ▼    |
| 2020   | Thailand Amateur League                 | 5     |        |      |      |      |       |        |          |

### Pokal
| 2012 |                     | Runde 1                |
| 2013 |                     | Runde 2                |
| 2014 |                     | 2. Qualifikationsrunde |
| 2015 |                     | 1. Qualifikationsrunde |
| 2016 |                     | 1. Qualifikationsrunde |
| 2017 | Runde 1             | 1. Qualifikationsrunde |
| 2018 |                     | 1. Qualifikationsrunde |
| 2019 | Qualifikationsrunde | 1. Qualifikationsrunde |

## Beste Torschützen seit 2017
| Saison | Name                               | Tore |
| ------ | ---------------------------------- | ---- |
| 2017   | Martin Muwanga Watcharapong Buasri | 7    |
| 2018   | Pattarapol Suttidee                | 6    |
| 2019   | Rashanon Ragsa-ad                  | 7    |
| 2020   |                                    |      |

## Sponsoren
| Jahr | Ausrüster | Trikotsponsor |
| ---- | --------- | ------------- |
| 2017 | Spicer    | Traill Sports |
| 2018 | Warrix    | Traill Sports |
| 2019 |           |               |